# Nectarinia tacazze
Nectarinia tacazze là một loài chim trong họ Nectariniidae.